# Svazek obcí povodí Liběchovky
Svazek obcí povodí Liběchovky je dobrovolný svazek obcí podle zákona v okresu Mělník, jeho sídlem byl Liběchov a jeho cílem byl rozvoj mikroregionu, ÚP, životního prostředí a cestovního ruchu. Sdružoval celkem 6 obcí.
Rozhodnutím shromáždění starostů ze dne 30. září 2020 byl svazek obcí zrušen.

## Obce sdružené v mikroregionu
- Medonosy
- Tupadly
- Vidim
- Želízy
- Liběchov
- Dolní Zimoř